# 摩爾門教基本教義派
摩爾門教基本教義派是指在耶穌基督後期聖徒教會（摩爾門教最大的分支，常常簡稱為LDS）中持守比較基本教義派的看法的人士和一些持守基本教義派看法但已經離開耶穌基督後期聖徒教會的人士。廣義來說摩爾門教包含了草原摩爾門教（密蘇里摩爾門教，以重組後的耶穌基督後期聖徒教會／基督社區為首）和落磯山區摩爾門教（猶他摩爾門教，以耶穌基督後期聖徒教會為首），然而後者在會友人數以及文化影響力上遠遠大於前者，故此摩爾門教基本教義派主要是指落磯山區摩爾門教中的基本教義派人士。這些基本教義派的立場主要是指堅守耶穌基督後期聖徒教會第二任總會會長暨先知楊百翰所教導的多重婚姻、合一體制，而現在的耶穌基督後期聖徒教會則傾向否認和低調處理這些教導。這些人士或者留在耶穌基督後期聖徒教會中，或者離開並加入其他如基本教義派的耶穌基督後期聖徒教會（常簡稱為FLDS）等等的基本教義派團體。